# 全球金融体系
翻譯自[全球金融体系]
来自Wikipedia
“全球金融”重定向至此处。有关杂志，请参阅全球金融（杂志）。

过去两千年世界国内生产总值图表

全球金融体系（英語：global financial system）是对金融体系在国际间的存在和金融资本流动的形式的总括。包括了零售业务为主的银行（主要为对个人）、批发业务为主的银行（主要为对公司企业）、投资银行（证券公司）、保险公司、基金、私人银行等。 自 19 世纪末第一次现代经济全球化浪潮出现以来，其演变以建立中央银行 （页面存档备份，存于）、多边条约和国际组织为标志，旨在提高国际市场的透明度、金融监管和有效性。19 世纪末，世界移民和通信技术促进了国际贸易和投资的空前增长。第一次世界大战爆发时，由于货币市场流动性不足导致外汇市场陷入瘫痪，贸易出现萎缩。各国试图通过保护主义政策抵御外部冲击，贸易在 1933 年几乎陷入停滞，加剧了全球大萧条的影响，直到一系列互惠贸易协定才逐渐降低了全球关税。第二次世界大战后，改革国际货币体系的努力提高了汇率稳定性，促进了全球金融的创纪录增长。
20 世纪 70 年代的一系列货币贬值和石油危机导致大多数国家实行浮动汇率。由于资本账户自由化和金融放松管制，世界经济在 20 世纪 80 年代和 90 年代的金融一体化程度不断提高。随后，欧洲、亚洲和拉丁美洲爆发了一系列金融危机，由于资本流动波动较大，其影响具有传染性。2007-2008 年的金融危机起源于美国，迅速蔓延到其他国家，被认为是全球经济大衰退的催化剂。2009 年，由于希腊不遵守货币联盟而导致的市场调整引发了欧洲国家的主权债务危机，即欧元区危机。国际金融史显示，国际资本流动呈 U 型模式：1914 年之前和 1989 年之后高位，而 1989 年之后则较低。 自 20 世纪 70 年代以来，资本流动的波动性比以往更大。
一个国家决定实行开放经济并实现金融资本全球化，其货币影响将反映在国际收支平衡中。它还使国家面临国际金融风险，如政治恶化、监管变化、外汇管制以及产权和投资的法律不确定性。个人和团体都可以参与全球金融体系。消费者和国际业务进行消费、生产和投资。政府和政府间机构充当国际贸易、经济发展和危机管理的提供者。监管机构制定金融法规和法律程序，而独立机构则促进行业监管。研究机构和其他协会分析数据、发布报告和政策简报，并主持有关全球金融事务的公开讨论。
虽然全球金融体系正逐渐走向更加稳定，但各国政府必须满足不同地区或国家的需求。一些国家正试图系统性地停止为促进经济复苏而实施的非常规货币政策，而另一些国家则正在扩大其范围和规模。新兴市场政策制定者面临着精准性的挑战，因为他们必须在市场异常敏感的情况下谨慎制定可持续的宏观经济政策，而不能促使投资者将资本撤回更强劲的市场。各国无法协调利益并在银行监管等问题上达成国际共识，这加剧了未来全球金融灾难的风险。联合国持续发展目标等举措旨在改善全球金融体系的监管和监测。

## 国际金融架构史

### 金融全球化的兴起：1870-1914
主条目：经济全球化

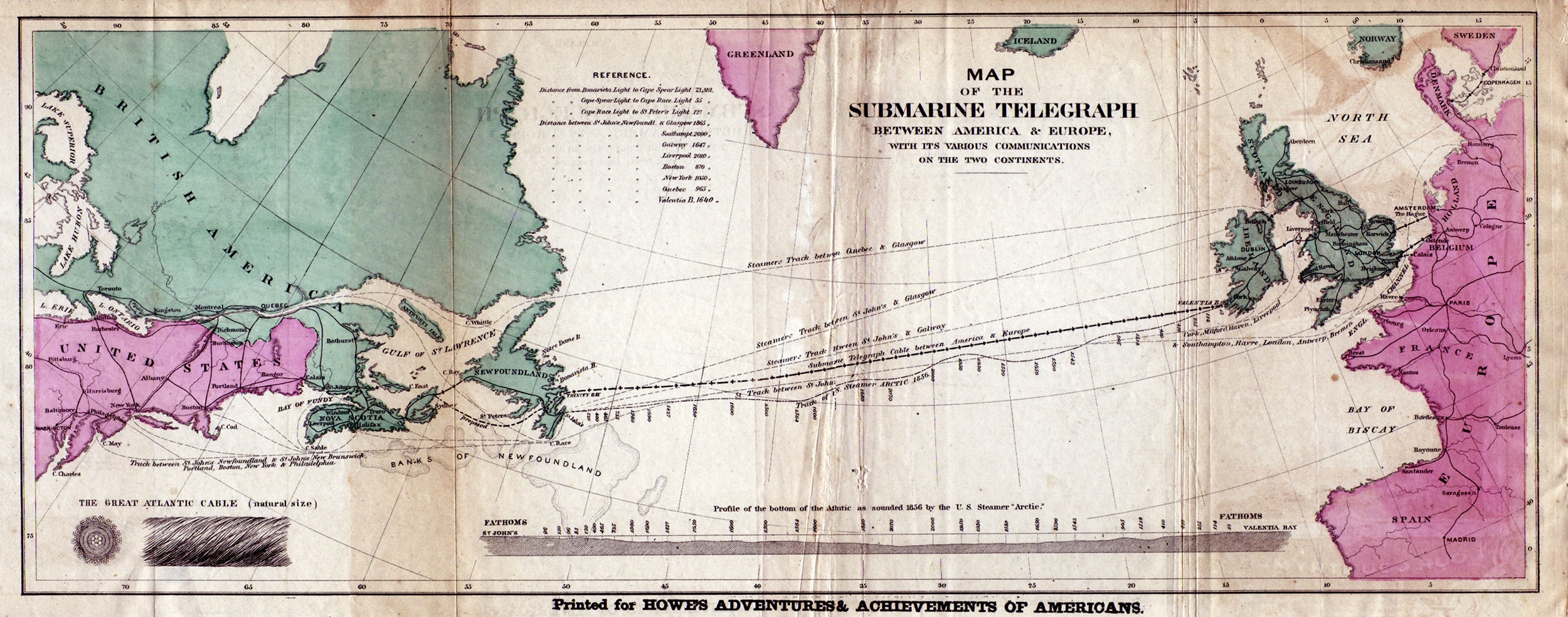
连接北美和欧洲的第一条跨大西洋电缆路线图

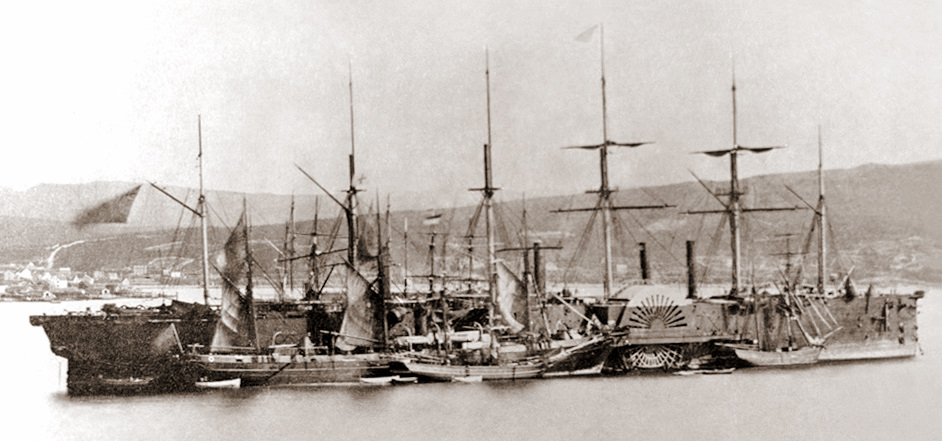
大东方号蒸汽船，铺设了跨大西洋海底电缆

19 世纪末，世界发生了重大变化，为国际金融中心的增加和发展创造了有利环境。这些变化中最重要的是资本流动的空前增长以及由此导致的快速金融中心整合，以及更快的通信。1870 年之前，伦敦和巴黎是世界上仅有的著名金融中心。不久之后，柏林和纽约发展成为为其国家经济提供金融服务的主要中心。一系列较小的国际金融中心在找到市场利率后变得重要，例如阿姆斯特丹、布鲁塞尔、苏黎世和日内瓦。在第一次世界大战前的四十年里，伦敦一直是领先的国际金融中心。
第一次现代经济全球化浪潮始于 1870 年至 1914 年期间，其特点是交通运输扩张、移民数量创纪录、通讯增强、贸易扩张和资本转移增长。十九世纪中叶，随着铁路运输的迅速发展，欧洲的护照制度瓦解。大多数签发护照的国家都不要求随身携带护照，因此人们可以自由旅行而不需要护照。直到 1980 年，在联合国国际民用航空组织的指导下，国际护照的标准化才出现。从 1870 年到 1915 年，有 3600 万欧洲人移居国外。其中约有 2500 万（占 70%）移民到美国，其余大部分移民到加拿大、澳大利亚和巴西。从 1860 年到 1910 年，欧洲本身也经历了大量外国人的涌入，人口比例从 0.7% 增长到 1.8%。虽然没有严格的护照要求，人们可以自由旅行，但如果没有交通技术的进步，尤其是铁路旅行的扩展和蒸汽船对传统帆船的主导地位，如此大规模的移民将变得异常困难。世界铁路里程从 1870 年的 205,000 公里增长到 1906 年的 925,000 公里，而蒸汽船的载货吨位在 19 世纪 90 年代超过了帆船。电话和无线电报（无线电的前身）等技术进步通过提供即时通信彻底改变了电信行业。1866 年，第一条跨大西洋电缆铺设在海底，连接伦敦和纽约，而欧洲和亚洲则通过新的陆上线路连接起来。
经济全球化在自由贸易的背景下发展，始于1860年英国与法国签署的自由贸易协定，即 《科布登-舍瓦利埃条约 》。然而，这波全球化的黄金时代在1880年至1914年间经历了保护主义的回归。1879年，德国总理奥托·冯·俾斯麦对农产品和制造业产品征收保护性关税，使德国成为第一个制定新的保护性贸易政策的国家。1892年，法国推出了梅利纳关税，大大提高了农产品和制造业产品的关税。美国在19世纪的大部分时间里都保持着强有力的保护主义，对进口商品征收40%至50%的关税。尽管采取了这些措施，国际贸易仍继续增长，没有放缓。矛盾的是，在第一波全球化的保护主义阶段，对外贸易的增长速度比英国引发的自由贸易阶段要快得多。
19 世纪 80 年代至 20 世纪初，外国投资空前增长，成为金融全球化的核心驱动力。1913年，全球对外投资总额达 440 亿美元（按 2012 年美元汇率计算为 1.02 万亿美元） ，其中英国（42%）、法国（20%）、德国（13%）和美国（8%）持有的外国资产份额最大。荷兰、比利时和瑞士三国的外国投资总额与德国持平，约为 12%。

### 1907年大恐慌
主条目：1907年恐慌1
另请参阅：银行危机列表

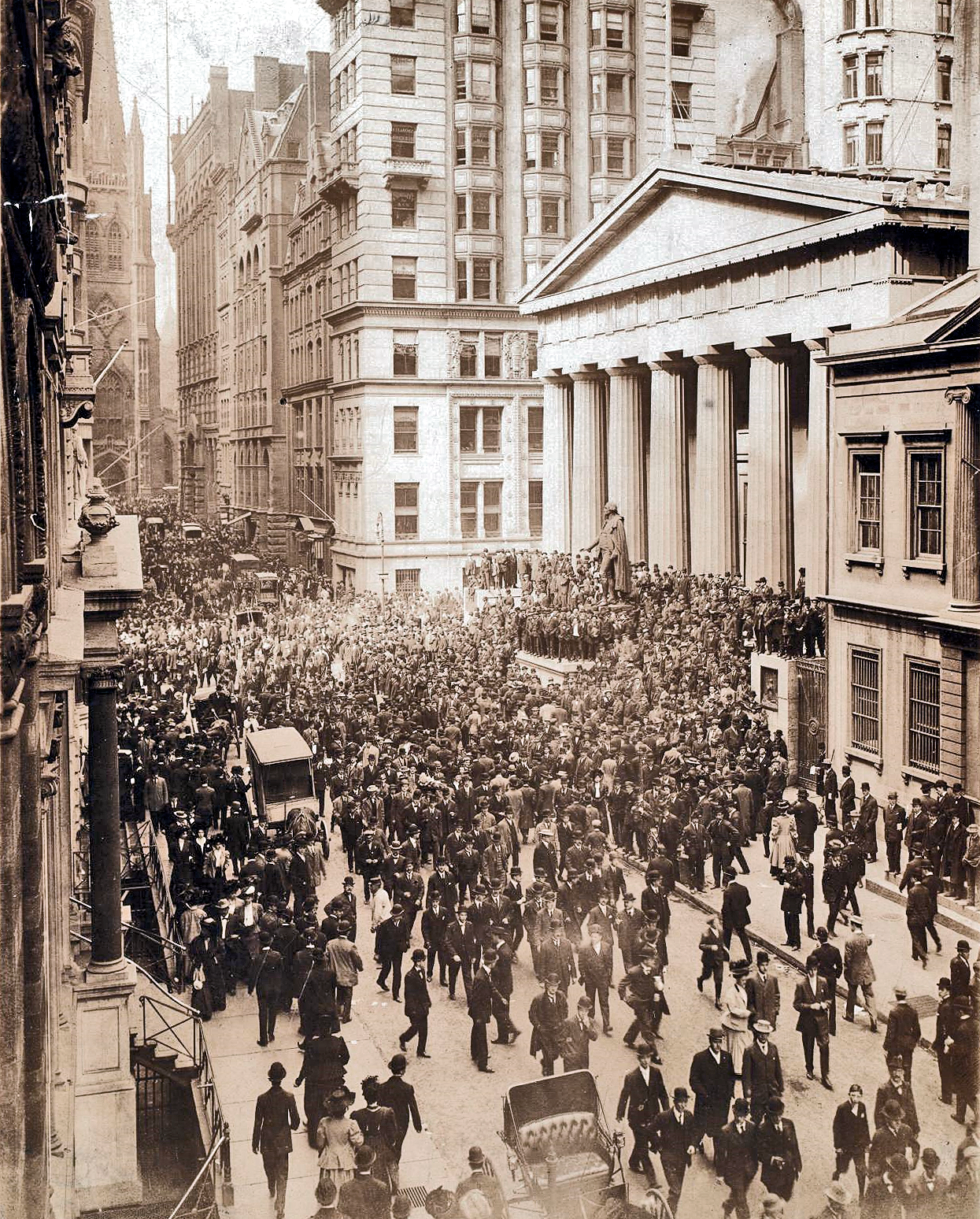
1907 年大恐慌期间，华尔街聚集了一大群人。

1907 年 10 月，美国发生了针对尼克博克信托公司的银行挤兑，迫使该信托公司于 1907 年 10 月 23 日关闭，引发了进一步的反应。美国财政部长乔治·B·科特柳和约翰·皮尔庞特·“JP”·摩根分别向纽约市储备银行存入 2500 万美元和 3500 万美元，使提款能够完全覆盖，恐慌才得以缓解。纽约的银行挤兑导致货币市场紧缩，与此同时谷物和谷物出口商对信贷的需求增加。由于这些需求只能通过在伦敦购买大量黄金来满足，国际市场开始面临危机。直到 1908 年，英格兰银行都必须维持人为的高贴现贷款利率。为了服务于向美国输送黄金，英格兰银行在 24 个国家之间组织了一个资金池，法国银行暂时向该资金池借出300万英镑（2012年为 3.056 亿英镑）的黄金。

### 美国联邦储备体系诞生：1913年
主条目：联邦储备系统
1913 年，美国国会通过了《联邦储备法案》，从此建立了联邦储备系统。该系统的成立受到 1907 年大恐慌的影响，立法者不愿再次信任约翰·皮尔庞特·摩根 (John Pierpont Morgan) 等个人投资者作为最后贷款人。该系统的设计还考虑了普约委员会 (Pujo Committee)对货币信托可能性的调查结果。在该信托中，华尔街对国家金融事务的影响力受到质疑，投资银行家被怀疑异常深入地参与制造业公司的董事会。尽管委员会的调查结果尚无定论，但这种可能性足以激发人们支持长期受到抵制的建立中央银行的想法。美联储的首要目标是成为唯一的最后贷款人，并解决美国货币供应量在货币需求发生重大变化时缺乏弹性的问题。除了解决导致 1907 年货币市场危机国际影响的根本问题外，纽约的银行还摆脱了维持自身储备的需要，开始承担更大的风险。获得再贴现便利后，它们得以开设海外分支机构，增强了纽约与伦敦竞争激烈的贴现市场的竞争。

### 战间期：1915–1944
另请参阅：魏玛共和国的恶性通货膨胀和第一次世界大战赔款

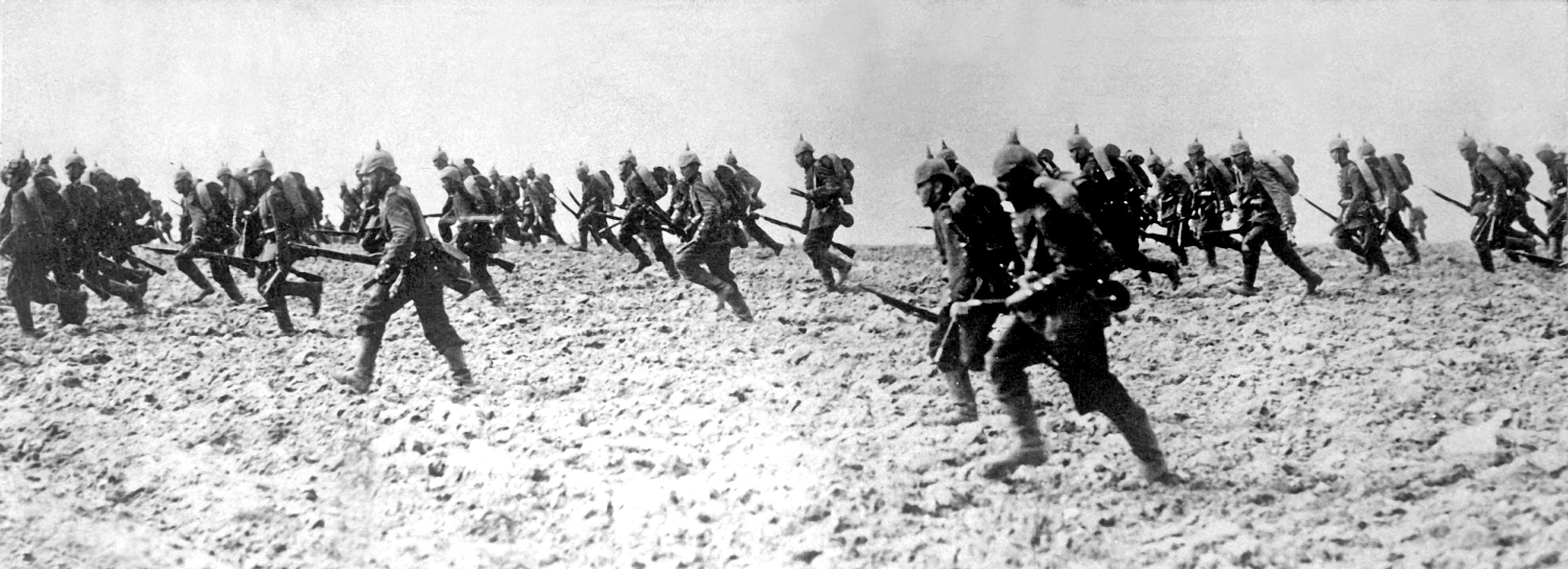
1914 年 8 月，德国步兵穿越法国战场

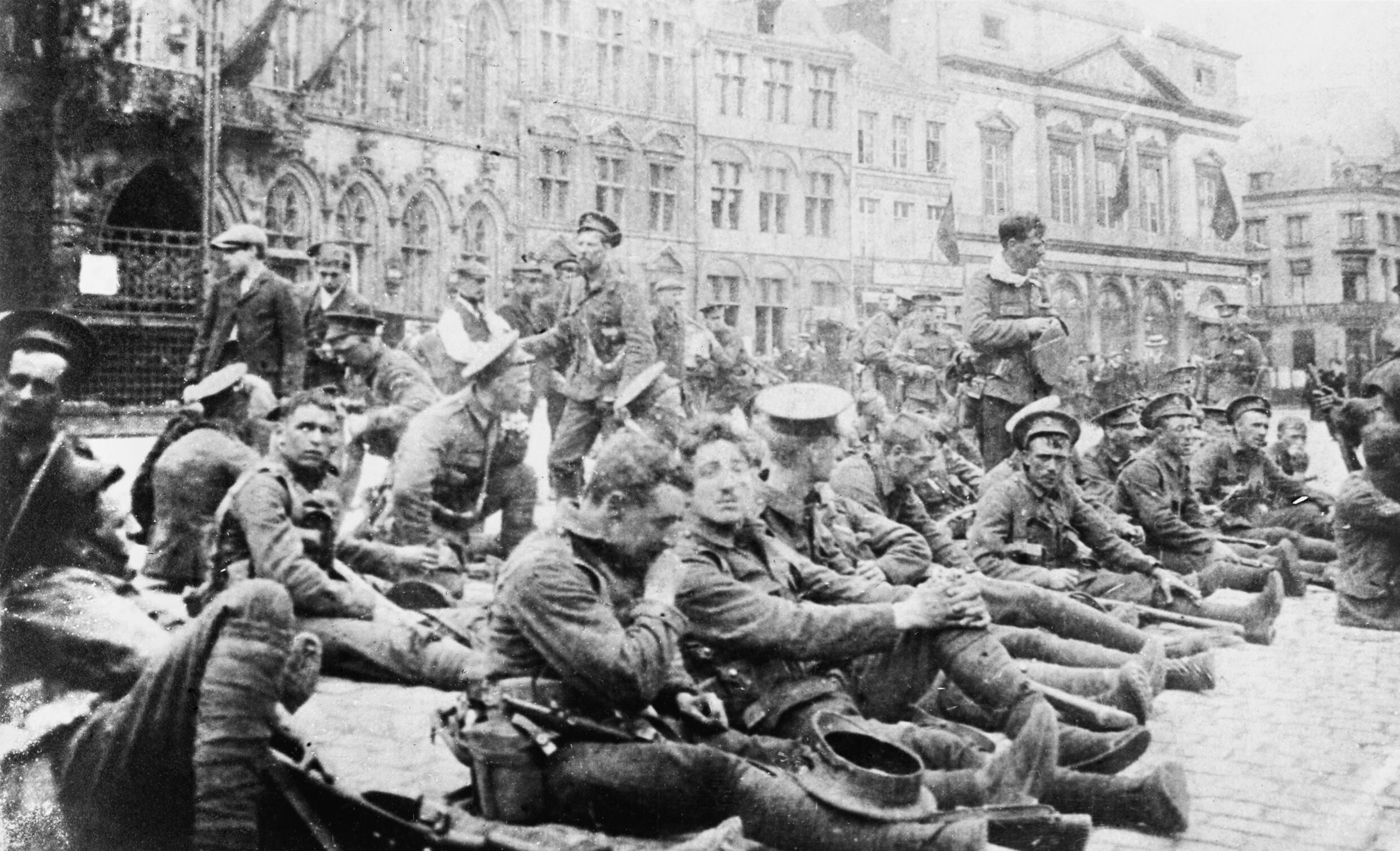
1914 年 8 月，蒙斯战役前，英国士兵在法国边境与德国军队休息

经济学家将第一次世界大战的爆发称为外汇市场纯真时代的结束，因为这是第一场产生不稳定和瘫痪影响的地缘政治冲突。1914 年 8 月 4 日，德国入侵法国和比利时后，英国向德国宣战。在此之前的几周，伦敦的外汇市场率先出现困境。欧洲的紧张局势和日益加剧的政治不确定性促使投资者追逐流动性，促使商业银行从伦敦的贴现市场大量借款。随着货币市场收紧，贴现贷款人开始在英格兰银行重新贴现其储备，而不是贴现新英镑。英国央行被迫连续三天将贴现率从 7 月 30 日的 3% 提高到 8 月 1 日的 10%。由于外国投资者纷纷购买英镑并汇往伦敦以偿还刚刚到期的证券，对英镑的突然需求导致英镑兑大多数主要货币的升值幅度超过其黄金价值，但在法国银行开始清算其伦敦账户后，英镑兑法国法郎大幅贬值。汇往伦敦变得越来越困难，汇率最终达到创纪录的 6.50 美元/英镑。尽管采取了延期付款和延长银行假期等紧急措施，但由于金融合同非正式地无法谈判，出口禁运阻碍了黄金的运输，因此没有效果。一周后，英格兰银行开始解决外汇市场的僵局，建立了一条新的跨大西洋支付渠道，参与者可以通过将英格兰银行账户中的黄金存入加拿大财政部长处，向英国汇款，并以 4.90 的汇率换取英镑。在接下来的两个月里，大约有 1.04 亿美元的汇款通过这一渠道流入。然而，由于对接收英镑票据的商业银行的救济不足，英镑的流动性最终并未改善。由于英镑是世界储备货币和主要载体货币，市场流动性不足以及商业银行不愿接受英镑票据导致货币市场陷入瘫痪。
英国政府尝试了多项措施来重振伦敦外汇市场，其中最引人注目的是于 9 月 5 日实施的一项措施，将之前的暂停期延长至 10 月，并允许英格兰银行暂时借出资金，以便在战争结束后偿还，以解决未偿付或未支付的货币交易承兑汇票。到 10 月中旬，由于 9 月份的措施，伦敦市场开始正常运转。战争继续给外汇市场带来不利因素，例如伦敦证券交易所长期关闭、经济资源重新分配以支持从生产出口产品到生产军事武器的过渡，以及货运和邮件的无数中断。在第一次世界大战期间，英镑总体上保持稳定，这在很大程度上要归功于英国政府采取各种措施来影响英镑的价值，同时又为个人提供了继续交易货币的自由。这些措施包括公开市场干预外汇、借入外币而非英镑来资助战争活动、对外资本管制和有限的进口限制。
1930 年，同盟国成立了国际清算银行（BIS）。国际清算银行的主要目的是管理1919 年《凡尔赛条约》规定的德国赔款的定期支付，并充当世界各国中央银行的银行。各国可以将其部分储备作为存款存放在该机构。它还充当各国中央银行合作和研究国际货币和金融事务的论坛。国际清算银行还充当国家间金融结算的总受托人和促进者。

### 1930 年斯姆特-霍利关税
主条目：斯姆特-霍利关税法案
1930 年 6 月 17 日，美国总统 赫伯特·胡佛签署了《斯姆特-霍利关税法》。该关税旨在保护美国的农业，但国会议员最终提高了大量制成品的关税，导致一千多种商品的平均关税高达 53%。25 个贸易伙伴也采取同样措施，对多种美国商品征收新关税。胡佛迫于压力也不得不遵守共和党1928 年的政纲，该政纲寻求保护性关税，以减轻美国陷入困境的农业综合企业所面临的市场压力并降低国内失业率。1929年股市崩盘和大萧条的开始加剧了人们的担忧，进一步迫使胡佛不顾亨利·福特和一千多名经济学家的建议采取保护性政策，他们呼吁否决该法案。1930 年至 1933 年间，美国出口暴跌 60% 。 世界范围内的国际贸易几乎陷入停顿。经济学家认为，斯姆特霍利关税法案的国际影响，包括保护主义和歧视性贸易政策以及经济民族主义的兴起，导致了大萧条的延长和在世界范围内的蔓延。

### 正式放弃金本位
主条目：金本位

从国际视角看大萧条时期的人均收入。三角形标记了各国通过暂停黄金兑换或使其货币对黄金贬值而放弃金本位制的点。

古典金本位制由英国于 1821 年创立，当时英格兰银行允许用其纸币兑换金条。1878 年至 1897 年间，法国、德国、美国、俄罗斯和日本相继采用了该标准，标志着其在国际上得到认可。第一次背离该标准发生在 1914 年 8 月，当时这些国家对黄金出口实施贸易禁运，并暂停用黄金兑换纸币。1918 年 11 月 11 日第一次世界大战结束后，奥地利、匈牙利、德国、俄罗斯和波兰开始经历恶性通货膨胀。大多数货币非正式地脱离了该标准，摆脱了汇率固定的束缚，开始浮动。在此期间，大多数国家都试图通过将货币贬值到掠夺性水平来获得国家优势并促进出口。包括美国在内的许多国家都对恢复以前的金本位制进行了不积极且不协调的尝试。大萧条初期，美国、奥地利和德国的银行出现挤兑，英国的黄金储备因此承受巨大压力，金本位制难以为继。1931 年 7 月 15 日，德累斯顿银行实施外汇管制并宣布破产，德国成为第一个正式放弃一战后金本位制的国家。1931 年 9 月，英国允许英镑自由浮动。到 1931 年底，奥地利、加拿大、日本和瑞典等许多国家都放弃了金本位制。在银行普遍倒闭、黄金储备大量流失之后，美国于 1933 年 4 月放弃金本位制。法国直到 1936 年才效仿，因为投资者出于对首相 莱昂·布鲁姆政府的政治担忧而逃离法郎。

#### 美国的贸易自由化
主条目：互惠关税法
另请参阅：格拉斯—斯蒂格尔法案
斯姆特-霍利关税法案的灾难性影响使赫伯特·胡佛 1932 年的连任竞选举步维艰。富兰克林·罗斯福成为美国第 32 任总统，民主党致力于扭转贸易保护主义，转而支持贸易自由化。作为削减所有进口商品关税的替代方案，民主党主张贸易互惠。美国国会于 1934 年通过了《互惠贸易协定法》，旨在恢复全球贸易和减少失业。该法案明确授权罗斯福总统谈判双边贸易协定并大幅降低关税。如果一个国家同意削减某些商品的关税，美国将采取相应的削减措施以促进两国之间的贸易。1934 年至 1947 年间，美国谈判了 29 项此类协定，平均关税税率在此期间下降了约三分之一。该立法包含一项重要的最惠国条款，通过该条款，所有国家的关税均等化，这样贸易协定就不会因为差别关税税率带来的困难和低效率而导致对某些国家的任何特定进口产品征收优惠或歧视性关税税率。该条款有效地将双边贸易协定中的关税削减推广到一般水平，最终降低了全球关税税率。

### 布雷顿森林金融秩序的兴起：1945 年
主条目：布雷顿森林体系

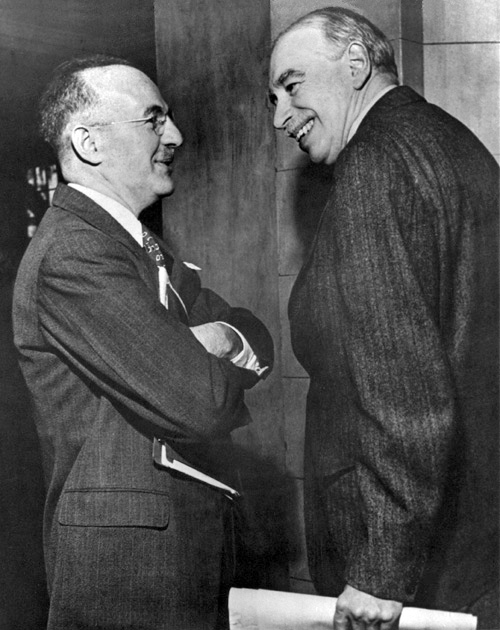
1946 年 3 月 8 日，美国财政部助理部长哈里·德克斯特·怀特（左）和英国财政部名誉顾问约翰·梅纳德·凯恩斯在美国佐治亚州萨凡纳举行的国际货币基金组织理事会成立大会上。

1944 年，联合国作为一个政府间实体的成立逐渐正式化，其 44 个早期成员国的代表齐聚美国新罕布什尔州布雷顿森林的一家酒店，参加联合国货币与金融会议，现在通常称为布雷顿森林会议。代表们仍然意识到大萧条的影响、20 世纪 30 年代维持国际金本位的斗争以及相关的市场不稳定。以前关于国际货币体系的讨论集中在固定汇率与浮动汇率上，而布雷顿森林代表则倾向于固定汇率，以增加灵活性。在这种制度下，各国将把汇率与美元挂钩，美元可以按照每盎司 35 美元的价格兑换黄金。这种安排通常被称为布雷顿森林体系。各国不会维持固定汇率，而是将本国货币与美元挂钩，允许其汇率在商定的平价 1% 的范围内波动。为了满足这一要求，各国央行将通过出售或购买本国货币对美元进行干预。
成员国可以根据国际收支的长期基本不平衡调整钉住汇率制度，但在采取重新钉住战略之前，成员国有责任通过财政和货币政策工具纠正失衡。 可调整的钉住汇率制度使商业和金融交易的汇率更加稳定，促进了国际贸易和外国投资的空前增长。这一特点源于代表们在 20 世纪 30 年代的经历，当时过度波动的汇率和随后采取的反应性保护主义外汇管制对贸易产生了破坏性影响，并延长了大萧条的通货紧缩效应。在该体系下，资本流动性面临事实上的限制，因为各国政府对资本流动实施限制，并调整货币政策以支持钉住汇率制度。
布雷顿森林协定的一个重要组成部分是建立两个新的国际金融机构，即国际货币基金组织（ IMF）和国际复兴开发银行（IBRD）。它们统称为布雷顿森林机构，分别于 1947 年和 1946 年开始运作。国际货币基金组织的成立旨在支持货币体系，方式包括促进国际货币问题的合作、向成员国提供咨询和技术援助以及向在恢复国际收支平衡方面屡屡遇到困难的国家提供紧急贷款。成员国将根据其在世界生产总值中的份额向一个基金池注资，从中发放紧急贷款。
成员国被授权和鼓励在必要时采取资本管制，以管理国际收支失衡和实现盯住目标，但禁止其依赖国际货币基金组织的融资来弥补特别是短期的资本流失。国际货币基金组织的设立目的是指导成员国并为经常性的国际收支赤字提供短期融资窗口，而国际复兴开发银行则成立了一种金融中介机构，用于引导全球资本流向长期投资机会和战后重建项目。这两个组织的成立是国际金融架构演变过程中的一个重要里程碑，一些经济学家认为这是第二次世界大战后多边合作最重要的成就。自1960年国际开发协会（IDA）成立以来，国际复兴开发银行和国际开发协会合称为世界银行。国际复兴开发银行向中等收入发展中国家提供贷款，而国际开发协会则扩大了该银行的贷款项目，向世界上最贫穷的国家提供优惠贷款和赠款。

#### 关税及贸易总协定：1947 年
主条目：关税及贸易总协定
另请参阅：自由贸易协定清单和国际贸易文章索引
1947 年，23 个国家在日内瓦举行的联合国会议上达成了《关税及贸易总协定》（GATT）。代表们打算通过这项协议满足需要，同时成员国将谈判成立一个联合国机构，即国际贸易组织（ITO）。由于 ITO 从未获得批准，GATT 成为后来多边贸易谈判的事实上的框架。成员国强调贸易互惠是降低壁垒、实现互利的一种方式。该协议的结构使其签署国能够制定和执行商品和服务贸易法规。GATT 围绕两个原则：贸易关系需要公平和非歧视性，以及禁止对非农业出口进行补贴。因此，该协议的最惠国条款禁止成员国向任何国家提供其不会向其他 GATT 成员国提供的优惠关税税率。如果发现任何非农业补贴，成员国有权通过征收反补贴关税来抵消此类政策。该协议为各国政府提供了一个透明的贸易关系管理结构，避免了保护主义压力。然而，关贸总协定的原则并没有延伸到金融活动，这与当时严格抑制资本流动的政策一致。该协议的首轮谈判在降低关税方面仅取得了有限的成功。虽然美国将关税降低了三分之一，但其他签署国提供的贸易优惠要小得多。

### 金融全球化复苏

#### 浮动汇率制度：1973年至今

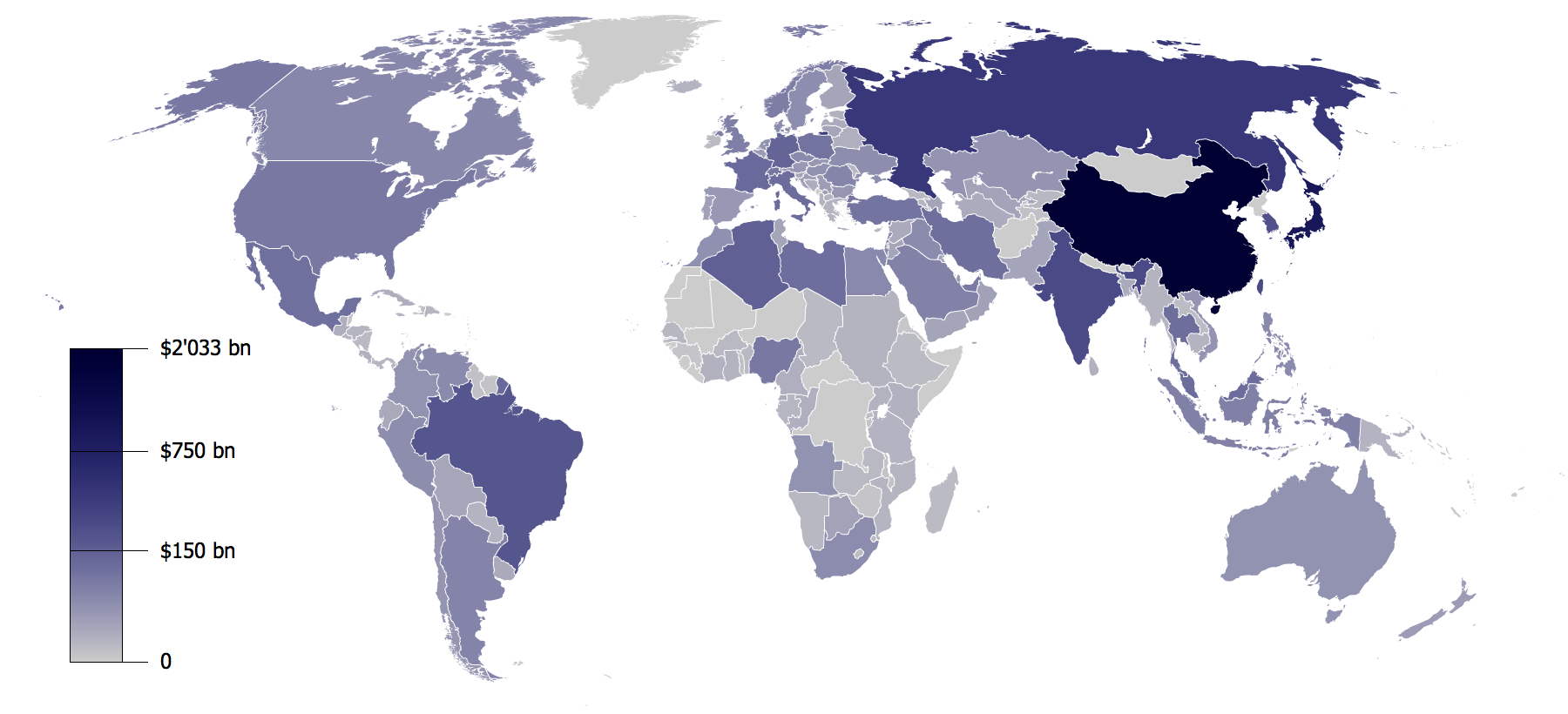
2009年世界外汇和黄金储备（单位：十亿美元）

尽管布雷顿森林体系维持的汇率稳定促进了国际贸易的扩大，但这一早期成功掩盖了其根本的设计缺陷，即不存在增加国际储备供应以支持贸易持续增长的机制。20 世纪 50 年代末和 60 年代初，该体系开始面临难以克服的市场压力，主要参与者之间的凝聚力也不断下降。各国央行需要持有更多的美元作为储备，但如果这样做意味着超过其美元储备并威胁到其汇率挂钩，那么它们就无法扩大货币供应量。为了满足这些需求，布雷顿森林体系依赖美国出现美元赤字。结果，美元的价值开始超过其黄金支持的价值。20 世纪 60 年代初，投资者可以在伦敦以高于美国的美元汇率出售黄金，这向市场参与者发出信号，表明美元被高估了。比利时裔美国经济学家罗伯特·特里芬提出了这个问题，现在称为“特里芬难题”，即一个国家的国家经济利益与其作为世界储备货币保管者的国际目标相冲突。
1968 年，法国对金价人为过低表示担忧，并呼吁恢复以前的金本位。与此同时，随着美国扩大货币供应量以支付越南战争军事行动的费用，过剩的美元流入国际市场。在美国出现 19 世纪以来的首次经常账户赤字后，其黄金储备遭到投机性投资者的冲击。1971 年 8 月，作为尼克松冲击的一部分，理查德·尼克松总统暂停了美元兑换黄金的兑换。黄金窗口的关闭实际上将美元贬值的调整负担转嫁给了其他国家。投机交易者追逐其他货币，并开始抛售美元，因为他们预期这些货币会兑美元升值。这些资本的涌入给外国央行带来了困难，它们面临着在通货膨胀的货币供应量、基本上无效的资本管制或浮动汇率之间做出选择。美元危机爆发后，黄金的美元价格升至每盎司 38 美元，布雷顿森林体系也进行了修改，允许在 2.25% 的扩大区间内波动，这是1971 年 12 月G-10成员签署的《史密森协议》的一部分。该协议将该体系的消亡推迟了两年。不仅美元贬值加速了该体系的衰落，20 世纪 70 年代的石油危机也加剧了该体系的衰落，这场危机强调了国际金融市场在石油美元循环和国际收支融资中的重要性。一旦世界储备货币开始浮动，其他国家也开始采用浮动汇率制度。

### 布雷顿森林体系解体后的金融秩序：1976年
另请参阅：国际货币基金组织

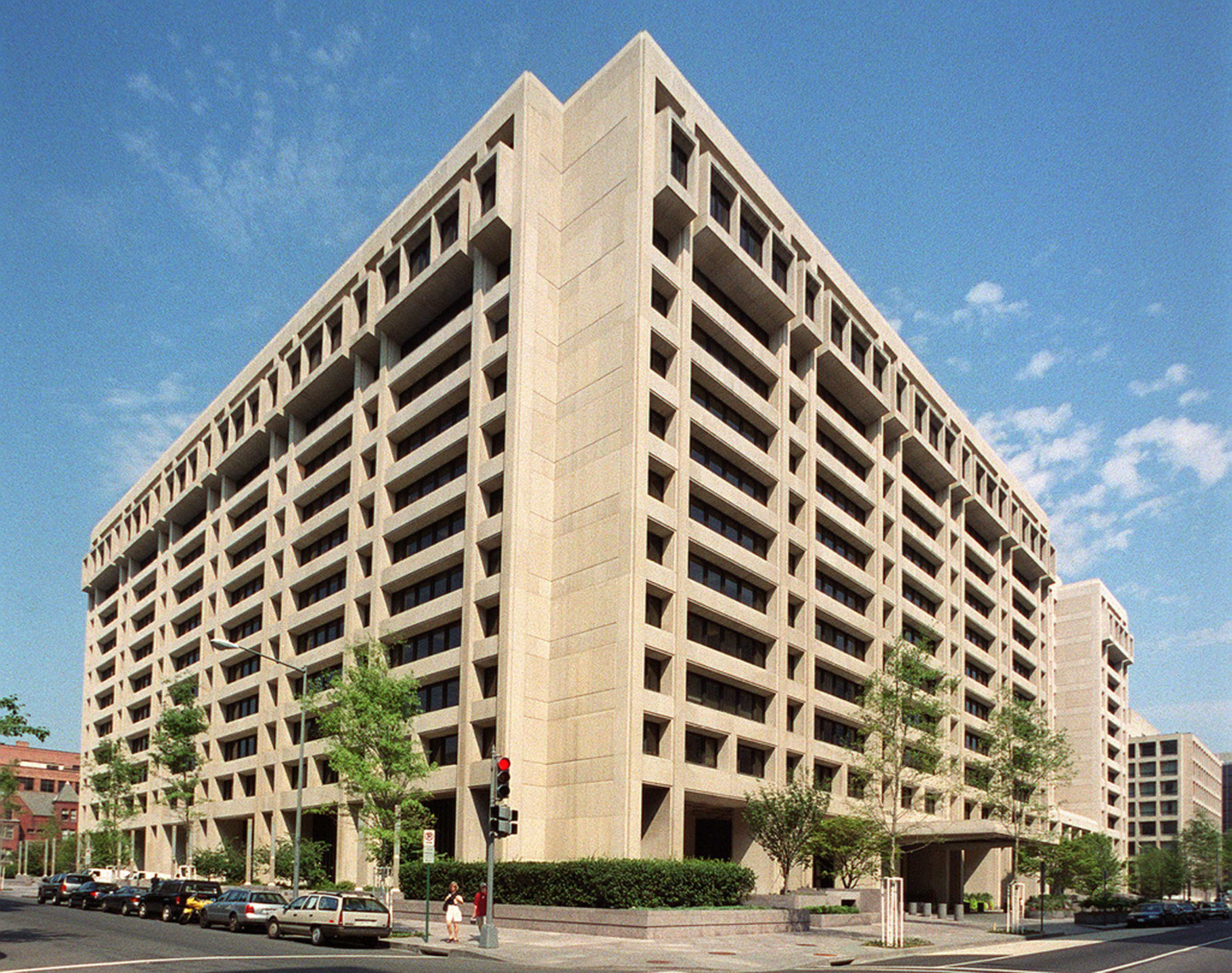
位于华盛顿特区的国际货币基金组织总部

作为 1969 年对其《协定》条款的第一次修订的一部分，国际货币基金组织制定了一种新的储备工具，称为特别提款权(SDR)，各国中央银行可以持有这种货币，并在各国中央银行和基金组织之间进行兑换，作为黄金的替代品。SDR 于 1970 年开始使用，最初是作为 16 个主要载体货币的市场篮子的单位，这些国家的出口总额占世界出口总额的 1% 以上。篮子的组成随时间而变化，目前包括美元、欧元、日元、人民币和英镑。除了将其作为储备持有外，各国还可以用 SDR 来计算各国之间和基金组织的交易，尽管该工具不是贸易工具。在国际交易中，货币篮子的投资组合特性可以提高稳定性，以抵御自由浮动汇率所固有的不确定性。特别提款权最初相当于一定数量的黄金，但不能直接兑换黄金，而是作为获取可兑换黄金的其他货币的替代品。基金组织最初在 1970 年至 1972 年间发行了 95 亿XDR 。
1976 年 1 月，国际货币基金组织成员国签署了《牙买加协议》，批准布雷顿森林体系的终结，并重新定位了国际货币基金组织在支持国际货币体系方面的作用。该协议正式接受了在《史密森协议》措施失败后出现的灵活汇率制度。与浮动汇率制度相结合，该协议还认可了旨在消除过度波动的中央银行干预措施。该协议追溯性地正式宣布放弃黄金作为储备工具，国际货币基金组织随后将其黄金储备非货币化，将黄金返还给成员国或出售给较贫穷的国家，以提供救济资金。因此，发展中国家和没有石油出口资源的国家更多地获得了国际货币基金组织的贷款计划。国际货币基金组织继续帮助遭受国际收支赤字和货币危机的国家，但开始对其资金施加条件，要求各国采取旨在通过削减开支和增加税收、减少保护性贸易壁垒和紧缩货币政策来减少赤字的政策。
1978 年签署了第二份《协定》修正案，从法律上正式确立了《牙买加协议》实现的自由浮动汇率和黄金非货币化，并要求成员国通过宏观经济政策支持稳定的汇率。后布雷顿森林体系的权力下放之处在于，成员国保留了选择汇率制度的自主权。修正案还扩大了该机构的监督能力，并要求成员国通过与基金组织合作实施汇率制度来支持货币可持续性。这一角色被称为基金组织的监督，被认为是基金组织职责演变的关键点，基金组织的职责从国际收支问题扩展到更广泛地关注各国整体经济政策面临的内外部压力。
在浮动汇率制度主导下，外汇市场波动性明显增强。1980年，美国新任总统里根执政，导致国际收支逆差和预算赤字不断扩大。为了弥补赤字，美国通过人为抬高实际利率吸引大量外资流入。随着外国投资者对美元的需求不断增长，美元大幅升值，并在1985年2月达到顶峰。由于美元大幅升值，美国的贸易逆差在1985年扩大到1600亿美元（以2012年的美元汇率计算为3410亿美元）。1985年9月，五国集团在纽约广场酒店举行会议，一致认为美元应兑主要货币贬值以解决美国的贸易逆差，并承诺通过协调一致的外汇市场干预措施支持这一目标，这就是后来的《广场协议》。美元持续贬值，但工业化国家越来越担心美元贬值过快、汇率波动加剧。为了解决这些问题，1987 年，七国集团（现为八国集团）在巴黎举行峰会，同意提高汇率稳定性，更好地协调宏观经济政策，即后来的《卢浮宫协议》 。该协议成为管理浮动汇率制度的起源，各国央行联合干预，解决外汇市场的低估和高估问题，以稳定自由浮动的货币。20 世纪 90 年代，在实施管理浮动汇率制度后，汇率趋于稳定，美国经济在 1997 年至 2000 年互联网泡沫期间表现强劲。 2000 年互联网泡沫导致的股市调整之后，美国的贸易逆差扩大，“9·11”袭击事件加剧了政治不确定性，美元在 2001 年开始贬值。

##### 欧洲货币体系：1979年
主条目：欧洲货币体系
《史密森协议》签署后，欧洲经济共同体成员国在本国货币之间采用了 1.125% 的较窄货币区间，形成了规模较小、被称为“蛇形隧道”的固定汇率制度。事实证明，这种“蛇形隧道”制度是不可持续的，因为它无法迫使欧共体国家协调宏观经济政策。1979 年，欧洲货币体系 (EMS) 逐步取消了“蛇形隧道”制度。EMS 由两个关键组成部分组成：欧洲货币单位(ECU)（欧盟成员国货币的人为加权平均市场篮子）和汇率机制(ERM)（根据计算出的货币平价网格来管理汇率波动的程序）。
平价网格源自每个参与国为其货币与系统中所有其他货币建立的平价，以欧洲货币单位 (ECU) 计价。欧洲货币单位内的权重会根据篮子中每种货币价值的变化而变化。根据 ERM，如果汇率达到其上限或下限（在 2.25% 的区间内），该货币对中的两个国家都有义务集体干预外汇市场，并根据需要买入或卖出被低估或高估的货币，以使汇率根据平价矩阵恢复到其票面价值。合作市场干预的要求标志着与布雷顿森林体系的一个关键区别。然而，与布雷顿森林体系类似，EMS 成员国可以对汇率接近其界限的国家实施资本管制和其他货币政策转变，界限由衡量与欧洲货币单位价值偏差的分歧指标确定。平价汇率网的中央汇率可在特殊情况下进行调整，在系统运行的最初四年内，平均每八个月修改一次。在其二十年的使用寿命内，这些中央汇率调整了50多次。

#### 世界贸易组织诞生：1994 年
主条目：世界贸易组织

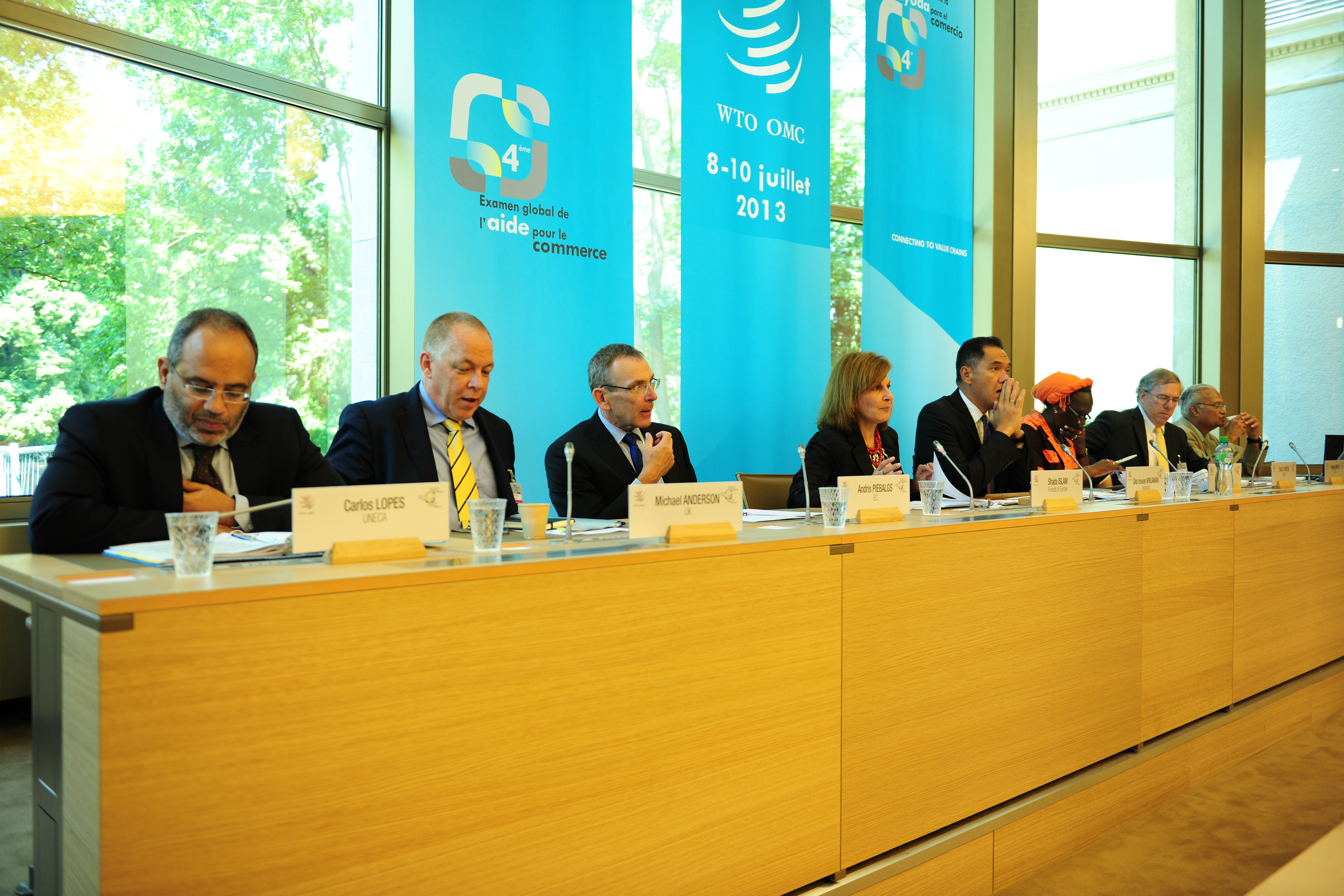
世贸组织第四次全球贸易援助审查会议：“连接价值链” - 2013 年 7 月 8-10 日

关贸总协定乌拉圭回合多边贸易谈判于 1986 年至 1994 年间举行，123 个国家成为谈判期间达成的协议的缔约方。这些成果包括农产品和纺织品贸易自由化、服务贸易总协定以及知识产权问题协议。这一回合的主要成果是 1994 年 4 月签署的《马拉喀什协定》，该协定建立了世界贸易组织 (WTO)。WTO 是一个特许多边贸易组织，负责继续履行关贸总协定的职责，以促进贸易、管理贸易关系并防止破坏性的贸易行为或政策。它于 1995 年 1 月开始运作。与其前身关贸总协定秘书处相比，WTO 具有改进的贸易争端解决机制，因为该组织以会员为基础，而不像传统贸易谈判那样依赖于共识。这一功能旨在解决先前的弱点，即争端各方会拖延、阻碍谈判或依靠薄弱的执行力。1997 年，WTO 成员达成协议，承诺放宽对商业金融服务（包括银行服务、证券交易和保险服务）的限制。这些承诺于 1999 年 3 月生效，参与国包括 70 个政府，约占全球金融服务的 95%。

### 金融一体化与系统性危机：1980 年至今
主条目：金融一体化
另请参阅：货币危机和主权违约

自 1800 年以来，每年经历银行业危机的国家数量。涵盖 70 个国家。该图的显著特点是，在布雷顿森林体系时期（1945 年至 1971 年），几乎没有发生银行业危机。该分析类似于 Rogoff 和 Reinhart (2009) 中的图 10.1。

20 世纪 80 年代和 90 年代，工业化国家之间的金融一体化程度大幅提升，资本账户自由化程度也大幅提升。金融市场和银行之间的一体化带来了诸多好处，例如生产率提高、宏观经济风险广泛分担。由此产生的相互依存也带来了巨大代价，包括共同的脆弱性和增加系统性风险的暴露程度。近几十年来，伴随着金融一体化的还有一系列的放松管制，各国越来越多地放弃对金融中介机构行为的监管，并简化了向公众和监管机构披露的要求。随着经济变得更加开放，各国越来越容易受到外部冲击。经济学家认为，全球金融一体化程度的提高导致资本流动更加不稳定，从而增加了金融市场动荡的可能性。由于各国之间一体化程度的提高，一个国家的系统性危机很容易传染给其他国家。
20 世纪 80 年代和 90 年代出现了一波货币危机和主权债务违约，包括1987 年黑色星期一股市崩盘、1992 年欧洲货币体系危机、1994 年墨西哥比索危机、1997 年亚洲金融危机、1998 年俄罗斯金融危机以及1998 年至2002 年阿根廷大萧条。这些危机在范围、原因和严重程度上各不相同，其中包括：由于对固定汇率货币的投机性攻击而导致的资本外逃，这些货币被认为在一国的财政政策下定价错误，投资者因对一国的货币挂钩存在怀疑而期望其他投资者效仿，从而进行自我实现的投机性攻击无法进入新兴市场国家的发达且运转良好的国内资本市场，以及在资本流动性有限和银行系统功能失调的情况下发生的经常账户逆转。
通过研究20世纪90年代困扰发展中国家的系统性危机，经济学家们达成共识，即资本流动自由化具有重要的先决条件，这些国家如果想享受金融全球化带来的好处，这些条件包括稳定的宏观经济政策、健康的财政政策、健全的银行监管条例以及强有力的产权法律保护。经济学家们大多赞成遵循有组织的顺序，即鼓励外国直接投资、放开国内股本，只有在国内资本市场正常运转并建立健全的监管框架后，才允许资本外流和短期资本流动。一个新兴市场经济体必须发展出一种在国内外投资者眼中都具有可信度的货币，才能实现全球化带来的好处，如更大的流动性、更高的利率下更多的储蓄以及更快的经济增长。如果一个国家在不维持可信货币的情况下，无限制地进入外国资本市场，它就很容易受到投机性资本外逃和资本突然停止的影响，从而带来严重的经济和社会成本。
为应对 20 世纪 80 年代和 90 年代的危机，各国寻求提高全球金融体系的可持续性和透明度。巴塞尔银行监管委员会由十国集团成员国的央行行长于 1974 年成立，旨在促进银行业务监督和监管方面的合作。委员会总部设在瑞士巴塞尔的国际清算银行。委员会已进行多轮审议，统称为《巴塞尔协议》。第一部协议即《巴塞尔协议 I》于 1988 年签署，强调信用风险和对不同资产类别的评估。《巴塞尔协议 I》的制定源于对大型跨国银行是否受到适当监管的担忧，这种担忧源于对20 世纪 80 年代拉丁美洲债务危机的观察。巴塞尔协议 I 之后，委员会发布了有关银行新资本要求的建议，十国集团国家在四年后实施了这些建议。 1999 年，十国集团成立了金融稳定论坛（2009 年二十国集团将其重组为金融稳定理事会），以促进监管机构之间的合作并促进全球金融体系的稳定。该论坛负责制定和编纂十二项国际标准及其实施。
《巴塞尔协议 II》于 2004 年制定，再次强调资本要求是防范系统性风险的手段，以及全球银行监管法规需要保持一致，以免对国际化银行造成竞争劣势。该协议旨在弥补第一份协议中的不足，例如银行风险状况的公开披露不足和监管机构的监督不足。成员国实施该协议的速度很慢，欧盟和美国直到 2007 年和 2008 年才开始做出重大努力。 2010 年，巴塞尔委员会对资本要求进行了修订，即《巴塞尔协议 III》，该协议以杠杆率要求为核心，旨在限制银行过度杠杆化。除了加强该比率之外，巴塞尔协议 III 还修改了用于衡量风险的公式以及计算减轻银行持股风险所需资本门槛的公式，得出结论，资本门槛应设定为银行风险加权资产价值的 7%。

#### 欧洲经济与货币联盟诞生 1992 年
主条目：欧洲联盟经济与货币联盟
1992 年 2 月，欧盟国家签署了《马斯特里赫特条约》，其中概述了加速建立经济与货币联盟 (EMU) 的三阶段计划。第一阶段侧重于放开资本流动和协调各国间的宏观经济政策。第二阶段建立了欧洲货币研究所，该研究所最终于 1998 年随着欧洲中央银行(ECB) 和欧洲中央银行体系的成立而解散。《马斯特里赫特条约》的关键是概述了欧盟成员国在获准继续前进之前需要满足的趋同标准。第三阶段也是最后一阶段引入了一种共同的流通货币，即欧元，1999 年 1 月，当时的欧盟 15 个成员国中有 11 个采用了该货币。在此过程中，它们在货币政策问题上分散了主权。这些国家继续流通其国家法定货币，以固定汇率兑换欧元，直到 2002 年欧洲央行开始发行官方欧元硬币和纸币。截至 2011 年，欧元区由 17 个发行欧元的国家和 11 个非欧元区国家组成。

#### 2007-2008 年金融危机
主要文章：2007和2008年金融危机和大衰退
经历了 1990 年代金融危机和2001 年美国9·11 恐怖袭击事件的市场动荡之后，发达国家和新兴市场之间的金融一体化程度不断提高，银行之间的资本流动以及金融衍生品和结构性融资产品交易大幅增长。2002 年至 2007 年间，全球国际资本流动从 3 万亿美元增长至 11 万亿美元，主要以短期货币市场工具的形式流动。1999年《格雷姆-里奇-比利雷法案》废除了 1933 年《格拉斯-斯蒂格尔法案》，取消了对商业银行投资银行业务的限制，美国跨境从事广泛金融服务的公司的规模和复杂性均有所增长。工业化国家开始更多地依赖外国资本来为国内投资机会提供资金，导致资本史无前例地从发展中国家流向发达经济体，全球失衡现象就反映了这一点。全球失衡占世界生产总值的比重从 2001 年的 3% 上升到 2007 年的 6%。
2007-2008 年的金融危机具有20 世纪 90 年代国际金融危机的一些主要特征，包括资本加速流入、监管框架薄弱、货币政策宽松、投资泡沫期间的羊群行为、资产价格暴跌以及大规模去杠杆。系统性问题源于美国和其他发达国家。与 1997 年亚洲金融危机类似，这场全球危机也导致银行大范围放贷，进行非生产性房地产投资，以及金融中介机构的公司治理水平低下。尤其是在美国，这场危机的特点是不良资产证券化程度不断提高、财政赤字巨大以及房地产部门融资过度。虽然美国房地产泡沫引发了2007-2008 年金融危机，但这场泡沫是由来自许多国家的外国资本资助的。随着其传染性开始感染其他国家，这场危机成为大衰退的前兆。危机过后，世界商品和服务贸易总额从 2008 年到 2009 年下降了 10%，直到 2011 年才恢复，而且集中在新兴市场国家。2007-2008年金融危机展示了全球金融一体化的负面影响，引发了关于一些国家是否应该完全脱离该体系以及如何脱离该体系的讨论。

#### 欧元区危机
主要文章：欧洲债务危机和欧洲大衰退
2009 年，希腊新当选的政府披露了其国家预算数据造假，其当年的财政赤字占 GDP 的 12.7%，而上一届政府宣称的为 3.7%。这一消息让市场意识到，希腊的赤字超过了《经济和货币联盟稳定与增长公约》规定的欧元区最高 3% 。担心可能出现主权债务违约的投资者迅速抛售希腊债券。鉴于希腊之前决定采用欧元作为其货币，它不再拥有货币政策自主权，无法通过干预贬值本国货币来吸收冲击并提高竞争力，而这是应对突然资本外逃的传统解决方案。危机蔓延到葡萄牙、意大利和西班牙（与希腊一起，这些国家统称为 PIGS ） ，具有传染性。评级机构在 2010 年下调了这些国家的债务工具评级，这进一步增加了再融资或偿还国家债务的成本。危机继续蔓延，并很快发展成为欧洲主权债务危机，威胁到大衰退后的经济复苏。欧盟成员国与国际货币基金组织联手为希腊和其他受灾国家提供了 7500 亿欧元的救助计划。此外，欧洲央行承诺购买陷入困境的欧元区国家的债券，以减轻银行系统恐慌的风险。经济学家认为，这场危机凸显了欧洲金融一体化的深度，与预防或果断应对危机所必需的财政一体化和政治统一的缺乏形成了鲜明对比。在危机的最初几波中，公众猜测动荡可能导致欧元区解体和欧元的废弃。德国联邦财政部长沃尔夫冈·朔伊布勒呼吁将违规国家驱逐出欧元区。现在通常被称为欧元区危机的危机自 2009 年以来一直持续，最近开始涵盖2012-2013 年塞浦路斯金融危机。

## 全球化资本的影响

### 国际收支
主条目：国际收支

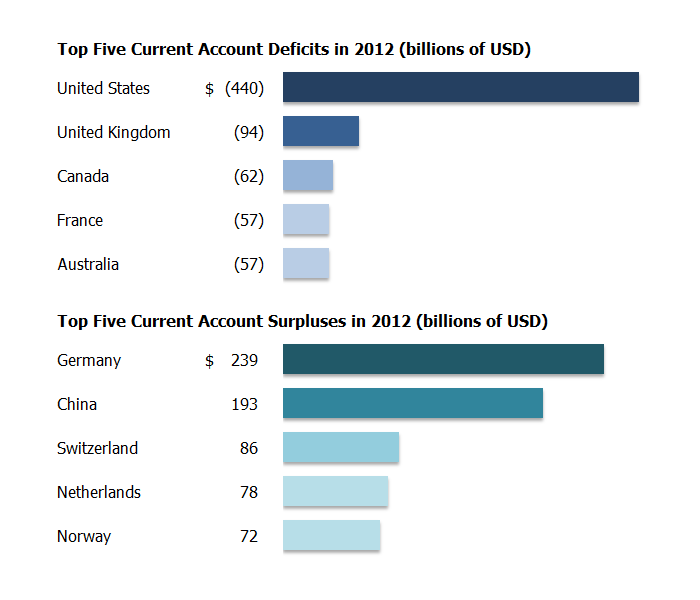
根据经济合作与发展组织的数据，2012 年年度经常账户赤字和盈余排名前五的国家（单位：十亿美元）

国际收支账户汇总了向国外支付或从国外收到的款项。收款被视为贷方交易，而付款被视为借方交易。国际收支由三个部分组成：经常账户中涉及货物和服务出口或进口的交易、金融账户中涉及金融资产购买或出售的交易以及资本账户中涉及非常规财富转移的交易。经常账户汇总了三个变量：贸易差额、来自国外的净要素收入和净单边转移。金融账户汇总了资产出口与进口的价值，资本账户汇总了收到的资产转移价值减去给出的转移。资本账户还包括官方储备账户，该账户汇总了中央银行为维持或使用银行储备而购买和出售本国货币、外汇、黄金和特别提款权的交易。
由于国际收支总额为零，经常账户盈余表明资产账户出现赤字，反之亦然。经常账户盈余或赤字表明一个国家依赖外国资本为其消费和投资融资的程度，以及其是否入不敷出。例如，假设资本账户余额为零（因此没有可用于融资的资产转移），10 亿英镑的经常账户赤字意味着 10 亿英镑的金融账户盈余（或净资产出口）。金融资产的净出口者被称为借款人，用未来支付换取当前消费。此外，金融资产的净出口表明一个国家的债务增长。从这个角度来看，国际收支平衡通过表明经常账户失衡由国内或外国金融资本融资的程度，将一个国家的收入与其支出联系起来，这阐明了一个国家的财富如何随着时间的推移而形成。健康的国际收支状况对经济增长至关重要。如果需求增长的国家难以维持健康的国际收支平衡，需求就会放缓，从而导致：供应闲置或过剩、外国投资受挫以及出口吸引力下降，这可能会进一步加剧负面循环，加剧国际收支失衡。
一个国家的外部财富是用其外国资产减去外国负债后的价值来衡量的。经常账户盈余（以及相应的金融账户赤字）表明外部财富增加，而赤字则表明外部财富减少。除了经常账户表明一个国家是资产的净买家还是净卖家之外，一个国家的外部财富变化还受到外国投资的资本收益和资本收益和资本损失的影响。拥有正的外部财富意味着一个国家是世界经济中的净贷方（或债权人），而负的外部财富则表明一个国家是净借款人（或债务人）。

### 独特的金融风险
主条目：系统性风险
国家和国际企业都面临着一系列与海外投资活动相关的金融风险。政治风险是指因外国政治不稳定或其他不利发展而可能造成的损失，这种风险以不同的形式表现出来。转移风险强调围绕一国资本管制和国际收支的不确定性。操作风险是指对一国监管政策及其对正常商业运营的影响的担忧。控制风险源于围绕海外直接投资本地运营的财产和决策权的不确定性。信用风险意味着贷方可能面临缺失或不利的监管框架，该框架对海外投资几乎没有或完全没有法律保护。例如，外国政府可能会承诺主权违约或以其他方式拒绝履行对国际投资者的债务义务，而无需承担任何法律后果或采取任何追索权措施。在投资者决定收购东道国资产后，政府可能会决定没收或国有化海外资产，或制定人为的政策变化。国家风险包括政治风险和信用风险，是指东道国可能出现的意外情况，威胁其偿还债务和汇回利息和股息收益的能力。

## 參與者

### 经济参与者
另请参阅：跨国公司列表和投资银行列表
近几十年来，消费、生产和投资这每一项核心经济功能都已高度全球化。在消费者越来越多地进口外国商品或购买采用外国投入生产的国内商品的同时，企业继续在国际上扩大生产，以满足世界经济中日益全球化的消费。国家之间的国际金融一体化为投资者提供了通过海外投资来实现资产组合多样化的机会。消费者、跨国公司、个人和机构投资者以及金融中介机构（如银行）是全球金融体系中的关键经济参与者。中央银行（如欧洲中央银行或美国联邦储备系统）通过公开市场操作来实现货币政策目标。 布雷顿森林机构、多边开发银行等国际金融机构和其他发展金融机构向危机国家提供紧急融资，向潜在外国投资者提供风险缓解工具，并为发展融资和减贫举措筹集资金。世界贸易组织、国际金融协会、世界交易所联合会等贸易组织试图促进贸易，促进贸易争端和解决经济事务，促进标准，并赞助研究和统计出版物。

### 监管机构
另请参阅：各国金融监管机构列表
金融监管的明确目标包括各国追求金融稳定和保护缺乏经验的市场参与者免受欺诈活动的侵害，而隐含目标包括为全球投资者提供可行且有竞争力的金融环境。一个拥有有效治理、金融监管、存款保险、通过贴现窗口进行紧急融资、标准会计惯例以及既定的法律和披露程序的国家，本身就可以发展和壮大一个健康的国内金融体系。然而，在全球范围内，不存在可以将这些安排扩展到全球的中央政治权威。相反，各国政府合作建立了一系列随着时间的推移而演变的机构和实践，统称为国际金融架构。在这个架构中，监管机构（如国家政府和政府间组织）有能力影响国际金融市场。各国政府可以利用其财政部、国库和监管机构来征收关税和外国资本管制，也可以利用其中央银行在公开市场执行所需的干预措施。
银行和其他金融机构会进行一定程度的自我监管，即按照国际货币基金组织或国际清算银行等多边组织（特别是巴塞尔银行监管委员会和全球金融体系委员会）制定和发布的准则开展业务。其他国际监管机构包括：为协调发达国家之间的信息和活动而成立的金融稳定理事会（FSB）；负责协调金融证券监管的国际证监会组织（IOSCO）；促进保险业监管一致性的国际保险监督官协会（IAIS）；促进打击洗钱和恐怖主义融资合作的反洗钱金融行动特别工作组；以及负责发布会计和审计准则的国际会计准则委员会（IASB）。还有一些公共和私营部门的组织，如巴黎俱乐部和伦敦俱乐部，旨在协助和指导那些难以偿还主权债务的国家。国家证券委员会和独立金融监管机构负责监督其行业的外汇市场活动。欧洲超国家金融监管机构的两个例子是欧洲银行管理局（EBA）和欧洲影子金融监管委员会（ESFRC），前者负责识别系统性风险和制度弱点，并可能推翻国家监管机构的决定，后者负责审查金融监管问题并发布政策建议。

### 研究组织和其他论坛
研究和学术机构、专业协会和智库旨在观察、模仿、理解和发布建议，以提高全球金融体系的透明度和有效性。例如，独立的无党派世界经济论坛促进了全球金融体系全球议程理事会和国际货币体系全球议程理事会的建立，这两个理事会负责报告系统性风险并提出政策建议。全球金融市场协会促进世界各地各专业协会成员就全球金融问题进行讨论。三十国集团( G30) 成立于 1978 年，是一个由顾问、研究人员和代表组成的私人国际团体，致力于增进对国际经济和全球金融的理解。

## 全球金融体系的未来
国际货币基金组织报告称，全球金融体系正在走向金融稳定性改善的道路，但面临着一系列由地区脆弱性和政策制度所导致的过渡性挑战。其中一个挑战是管理美国脱离其宽松货币政策。由于市场需要调整以反映投资者对新货币制度和更高利率的预期，因此以优雅、有序的方式做到这一点可能很困难。如果由于利率上升和波动性增加导致市场流动性结构性下降，或者由于短期证券和影子银行系统（特别是抵押贷款市场和房地产投资信托）的结构性去杠杆化而加剧利率上升，利率可能会上升过快。其他中央银行正在考虑如何退出近年来采用的非常规货币政策。然而，一些国家，如日本，正在尝试大规模刺激计划以应对通货紧缩压力。欧元区国家实施了无数旨在加强货币联盟和减轻银行和政府压力的国家改革。然而，葡萄牙、意大利和西班牙等一些欧洲国家仍在努力应对高杠杆企业部门和分散的金融市场，投资者面临定价效率低下和难以识别优质资产的问题。在这种环境下运营的银行可能需要加强拨备，以抵御相应的市场调整并吸收潜在损失。新兴市场经济体面临着提高稳定性的挑战，因为债券市场对外部投资者涌入国内市场的货币宽松政策更加敏感，在扩张性信贷环境下，企业高杠杆可能导致资本外逃。这些经济体的政策制定者的任务是向更可持续、更平衡的金融部门转型，同时仍要促进市场增长，以免引发投资者撤资。
2007-2008 年的金融危机和大衰退促使人们重新讨论全球金融体系的架构。这些事件呼吁人们关注金融一体化、全球治理的不足以及金融全球化带来的系统性风险。自 1945 年建立以国际货币基金组织为监护人的正式国际货币体系以来，世界政治和经济发生了广泛的变化。这从根本上改变了国际金融机构的运作模式，增加了国际货币基金组织和世界银行的职责的复杂性。缺乏对正式货币体系的遵守，导致国家宏观经济政策缺乏全球约束，金融活动缺乏基于规则的治理。法国经济学家、世界经济论坛重塑布雷顿森林委员会执行主任马克·乌赞指出，一些激进的提议，如“全球中央银行或世界金融管理局”，被认为是不切实际的，这导致进一步考虑中期努力，以提高透明度和披露程度，加强新兴市场的金融环境，加强发达国家的审慎监管环境，以及更好地适度放开新兴市场的资本账户和汇率制度选择。他还呼吁私营部门更多地参与金融危机管理，并增加多边机构的资源。
美国外交关系委员会对全球金融的评估指出，机构过多、指令重叠、权限有限，以及难以将国家利益与国际改革结合起来，是阻碍全球金融改革的两个主要弱点。目前，各国尚未形成一个全面的宏观经济政策协调结构，2007-2008年金融危机前后，全球储蓄不平衡现象十分严重，以至于美国作为世界储备货币管理者的地位受到质疑。危机后为稳定外汇市场而采取的宏观经济政策尚未制度化。国际社会对如何最好地监督和管理银行和投资活动缺乏共识，威胁到世界预防未来金融危机的能力。符合巴塞尔协议III标准的银行监管规定实施缓慢且经常被推迟，这意味着大多数标准要到2019年才能生效，导致全球金融继续面临不受监管的系统性风险。尽管《巴塞尔协议 III》和二十国集团的其他努力都旨在增强金融稳定理事会促进合作和稳定监管变革的能力，但监管主要仍存在于国家和地区层面。

### 改革努力

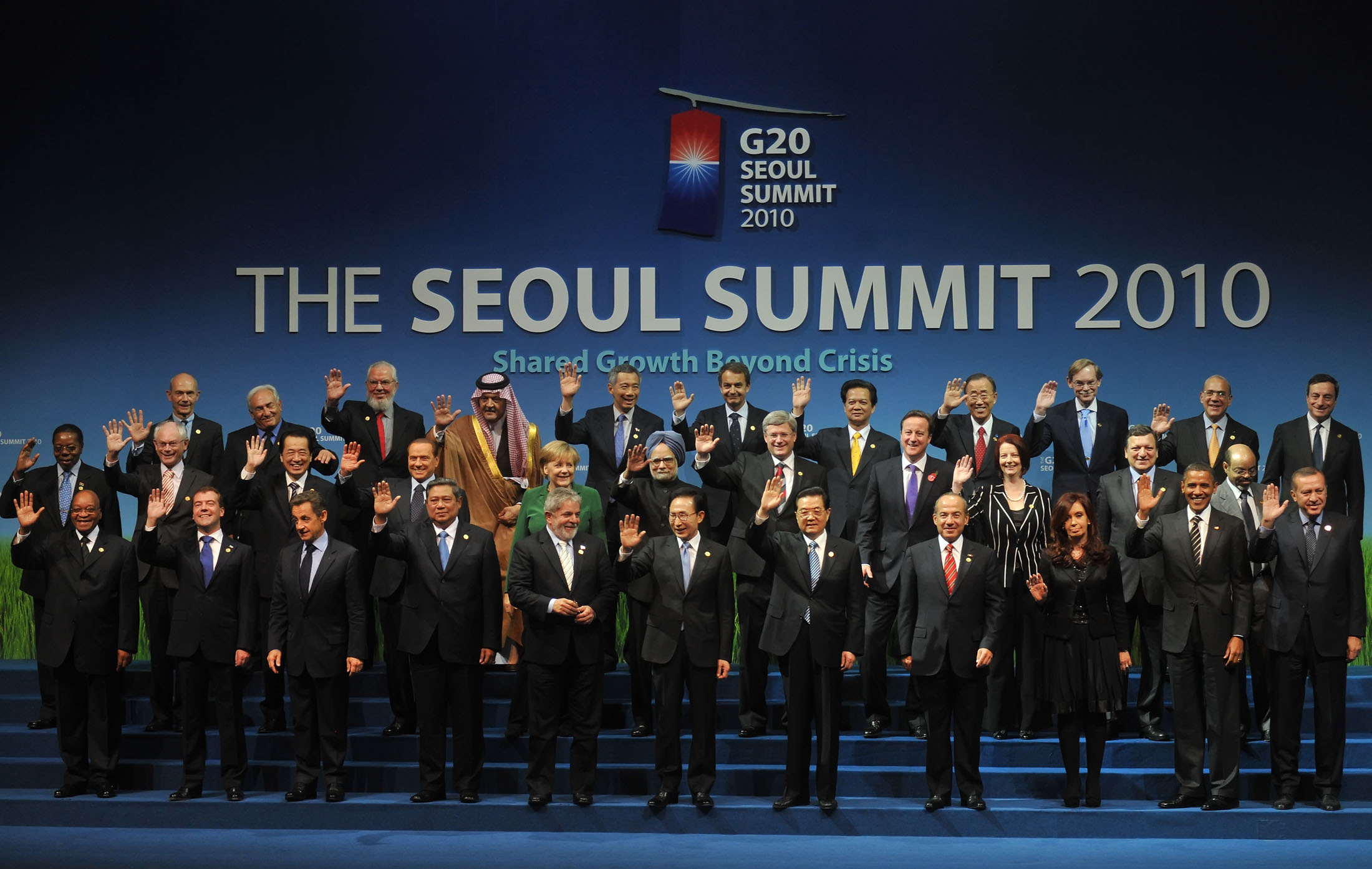
2010 年，在韩国首尔举行的 G20 峰会上，各国领导人批准了巴塞尔协议 III银行监管标准。

前世界银行首席经济学家、前美国经济顾问委员会 主席约瑟夫·E·斯蒂格利茨在 20 世纪 90 年代末指出，人们日益达成共识，认为一个体系出了问题，它有能力将高昂的成本强加给大量几乎不参与国际金融市场、既不投机国际投资也不借用外币的人。他认为，外部危机对全球产生强烈影响，部分原因是道德风险现象，特别是当许多跨国公司故意投资高风险的政府债券，以期获得国家或国际救助时。虽然可以通过紧急融资克服危机，但实施救助会给受影响国家的纳税人带来沉重的负担，高昂的成本损害了生活水平。斯蒂格利茨主张找到稳定短期国际资本流动的方法，而不会对长期外国直接投资产生不利影响，而长期外国直接投资通常会给经济体带来新知识溢出和技术进步。
美国经济学家、前美联储主席 保罗·沃尔克认为，全球在关键问题上缺乏共识，威胁到改革全球金融体系的努力。他认为，最重要的问题很可能是采取统一的方法来应对系统重要性金融机构的失败，并指出，纳税人和政府官员对为了阻止危机蔓延和减轻经济灾难而动用税收来救助债权人的做法已经感到失望。沃尔克提出了一系列潜在的协调措施：国际货币基金组织加强政策监督，各国承诺采用商定的最佳做法，多边机构进行强制性磋商，以提供更直接的政策建议，对国家获得紧急融资机制（如国际货币基金组织或各国央行提供的机制）的资格进行更严格的控制，并改善带有经济处罚的激励机制。
英国央行行长、前加拿大央行行长 马克·卡尼曾阐述过两种全球金融改革思路：一是通过加强个别银行的监管使金融机构免受周期性经济影响，二是通过提高系统性弹性使经济周期免受银行影响。加强金融机构监管需要更强的资本要求和流动性供给，以及更好的风险衡量和管理。20 国集团同意了巴塞尔银行监管委员会在 2009 年宾夕法尼亚州匹兹堡峰会上提出的新标准。这些标准包括杠杆率目标，以补充巴塞尔协议 II 设立的其他资本充足率要求。提高全球金融体系的弹性需要采取保护措施，使金融体系能够抵御单一的机构和市场失灵。卡尼认为，政策制定者已经达成共识，认为机构必须承担未来金融危机期间的财务损失，并且应该明确定义并预先计划好此类事件。他建议其他国家的监管机构效仿加拿大，建立分阶段的干预程序，并要求银行承诺遵守他所说的“生前遗嘱”，其中详细列出了有序的机构破产计划。
2010 年，在韩国首尔举行的二十国集团峰会上，二十国集团共同批准了《巴塞尔协议三》建议的一套新的银行资本充足率和流动性标准。德意志联邦银行执行委员会的安德烈亚斯·多布雷特指出，很难根据规模、复杂性和在全球金融体系中的互联互通程度来识别具有系统重要性的机构，因此应努力确定一组 25 到 30 家无可争议的全球系统性机构。他建议对它们施加比《巴塞尔协议三》更高的标准，尽管机构失败不可避免，但这种失败不应拖累它们所参与的金融体系。多布雷特主张监管改革超越银行监管，并主张通过增加公开披露和加强对影子银行系统的监管来提高透明度。
纽约联邦储备银行行长兼联邦公开市场委员会 副主席威廉·C·杜德利认为，一个主要由国家监管的全球金融体系无法支撑拥有全球金融公司的全球经济。2011 年，他提倡通过五种途径改善全球金融体系的安全性：对被视为具有系统重要性的金融机构实行特殊资本要求；公平竞争，防止利用不同的监管环境和以邻为壑的政策，这些政策“以牺牲全球金融稳定为代价，服务于国家利益”；区域和国家监管制度之间加强合作，制定更广泛的协议，共享场外金融衍生品交易记录等信息；更好地划分银行遇到麻烦时的“母国与东道国的责任”；制定明确的程序，用于管理跨境紧急流动性解决方案，包括哪些当事方应对此类措施的风险、条款和资金负责。